# Кобоно-Кареджский порт

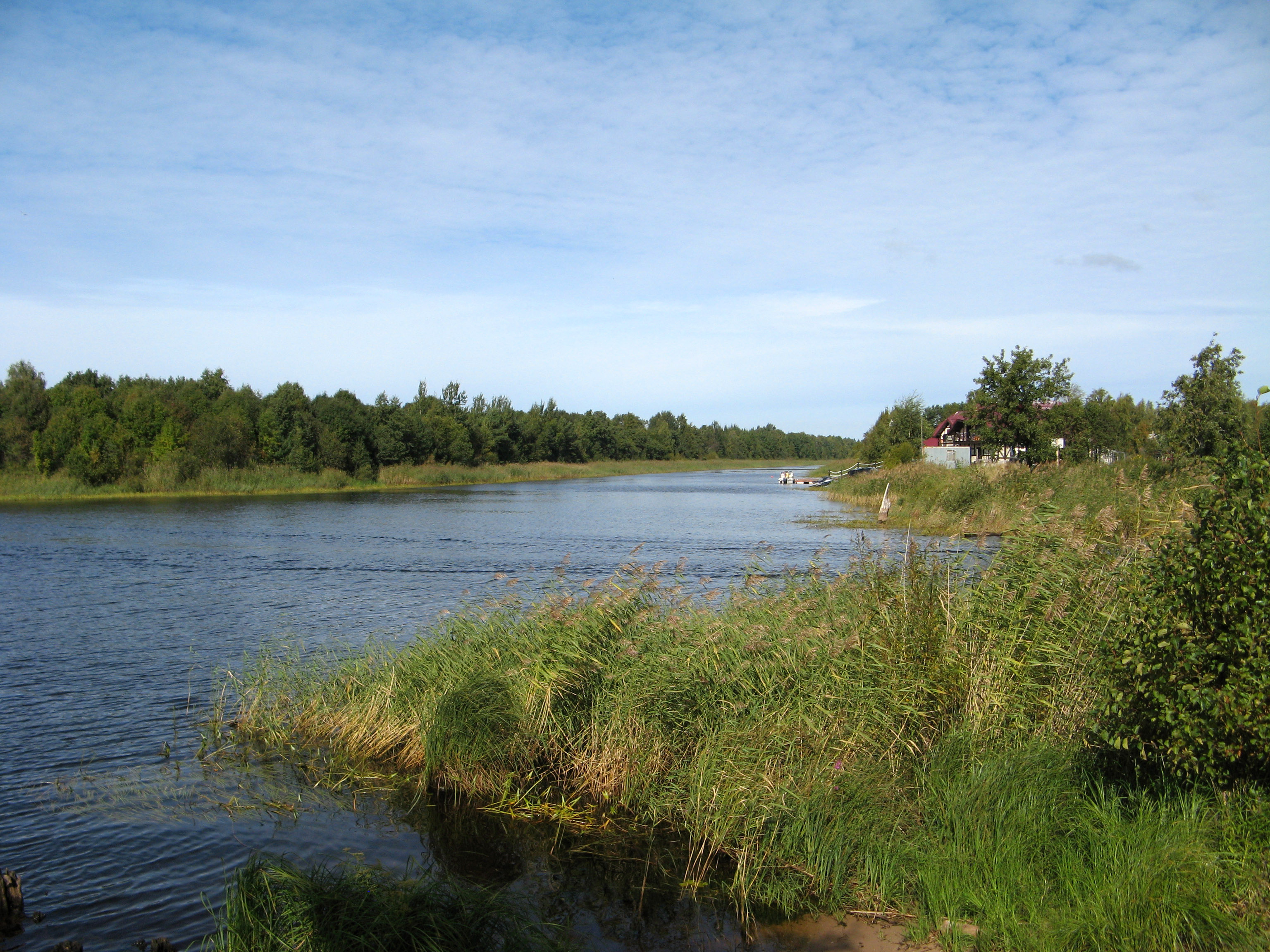
Новоладожский канал у пересечения с рекой Кобоной в деревне Кобона — место первоначального расположения порта

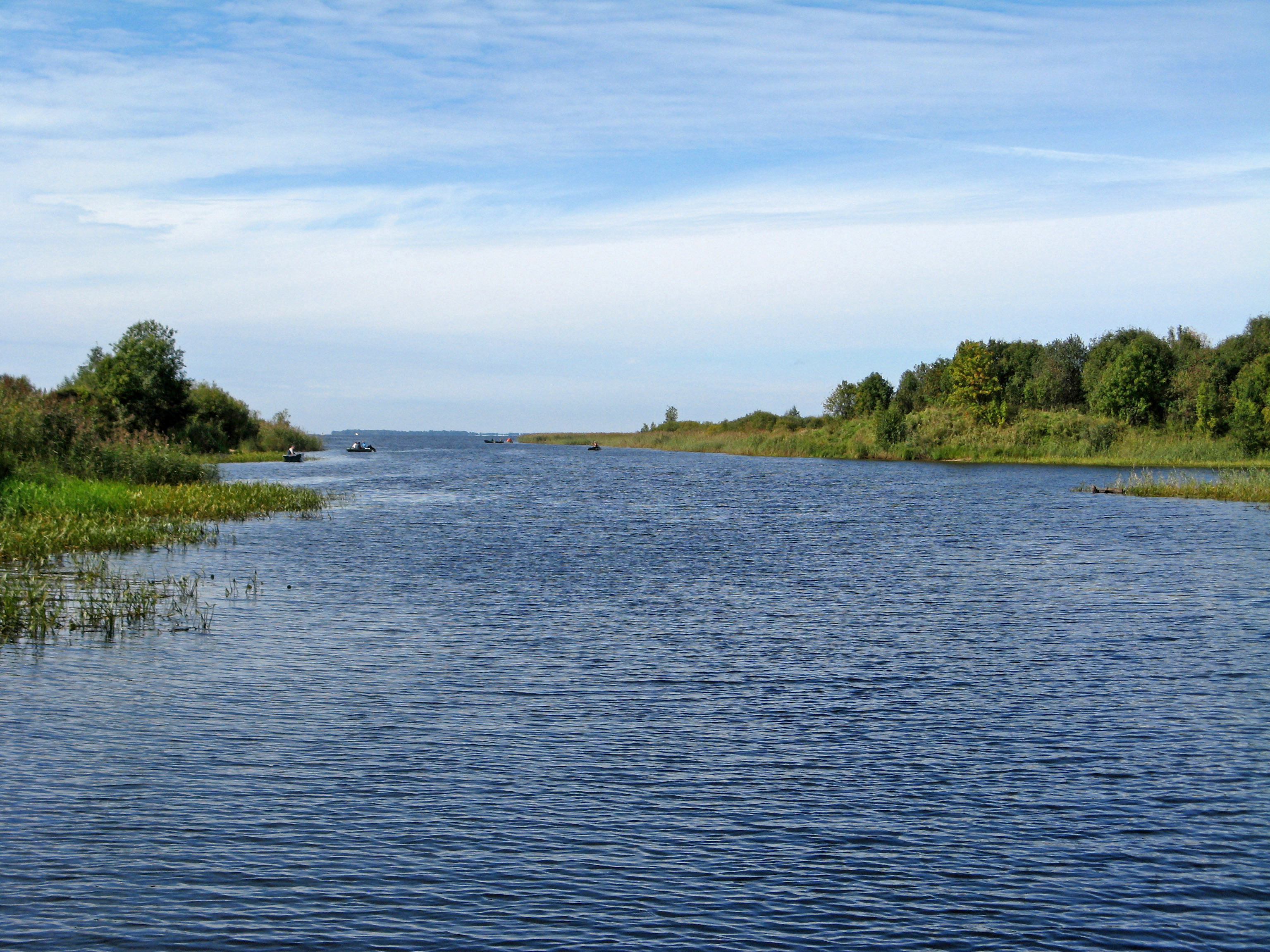
Выход реки Кобоны в Ладожское озеро у пересечения с Новоладожским каналом

Кобоно-Кареджский порт — бывший порт на восточном берегу Шлиссельбургской губы, один из двух портов на Ладожском озере, созданных для обслуживания водного участка Дороги жизни в годы блокады Ленинграда. Порт был построен по проекту военных инженеров Краснознамённого Балтийского флота.
Ныне на территории порта находится военно-исторический центр (в первые годы существования носивший название «Дорога жизни. Кобоно-Кареджский порт»), большинство сооружений не уцелело.

## История
Кобоно-Кареджский порт был создан на основе небольшого рыбацкого пирса. Он, как и Осиновецкий порт по другую сторону Ладоги, был построен специально для обеспечения работы Дороги жизни. Применение его в исходном состоянии для обеспечения нужд Дороги жизни было невозможно, поэтому в период с марта по август 1942 года было построено семь больших пирсов, выходящих достаточно далеко в воды Ладоги, чтобы обеспечить возможность швартовки практически любых типов судов, которые в этот период ходили по Ладожскому озеру. Позднее было достроено еще шесть пирсов, так что общее число работавших в порту пирсов было доведено до тринадцати.
Обновлённый порт расположился на всей территории от Кобоны до Кареджской косы, благодаря чему и получил своё название.
К порту была подведена собственная железнодорожная ветка протяжённостью 33 километра, отходившая от станции Войбокало.

## Значение Кобоно-Кареджского порта
Строительство порта, который был способен принимать все типы ходивших по Ладоге судов, а также организация выделенного железнодорожного сообщения к нему позволили существенно сократить длину дороги от западного до восточного берега Ладожского озера, между которыми пролегала водная часть трассы Дороги жизни. 
Порт использовался для доставки продовольствия и топлива в осаждённый город, а также для организации эвакуации людей из Ленинграда.
В зимнее время года, когда судоходство было невозможно, ледовая трасса Дороги жизни также пролегала на прямой между Кобоно-Кареджским и Осиновецким портами.